# Abbotts Harbour
Abbotts Harbour (do 18 listopada 1974 Abbot Harbour) – zatoka (harbour) zatoki Lobster Bay w kanadyjskiej prowincji Nowa Szkocja, w hrabstwie Yarmouth, na zachód od zatoki Pubnico Harbour; nazwa Abbot Harbour urzędowo zatwierdzona 4 stycznia 1934.